# Caroline Herschel
Caroline Lucretia Herschel (Hanôver, 16 de março de 1750 — Hanôver, 9 de janeiro de 1848) foi uma astrônoma germano-britânica.
Nasceu em uma família de músicos alemães. Em 1772 se mudou para a Inglaterra para ficar com seu irmão, o astrônomo William Herschel. Depois de aprender astronomia sozinha e matemática com a ajuda de seu irmão, ela se tornou sua assistente. Sua contribuição mais significativa para a astronomia foram as descobertas de vários cometas, especialmente o cometa 35P/Herschel-Rigollet.
Mais tarde, em 1787, Herschel foi nomeada assistente do Astrônomo da Corte, tendo sido a primeira mulher a ocupar esse cargo e a primeira mulher a ser paga por sua contribuição. Herschel tornou-se reconhecida em toda a Europa como uma grande astrônoma. Tanto em importante colaboração com seu irmão como sozinha, ela descobriu muitos cometas novos. Recebeu uma série de prêmios por seu trabalho, incluindo a Medalha de Ouro da Royal Astronomical Society, em 1828. Em seu aniversário de 96 anos, ela também recebeu uma Medalha de Ouro da Ciência do Rei da Prússia (1846). Foi uma astrônoma autodidata.

## Infância e juventude
Nasceu em Hanôver, no dia 16 de março de 1750. Ela era a oitava filha de Isaac Herschel e de Anna Ilse Moritzen. Isaac era do exército e partia em missões com seu regimento por grandes períodos. Após a batalha de Dettingen, em 1743, ele começou a ter problemas de saúde.
Com dez anos, Caroline contraiu tifo, o que comprometeu o seu crescimento - por causa da doença, sua altura, quando adulta, era de 1,30 metro. Por causa disso, sua família achava que ela nunca se casaria, e sua mãe acreditava que o melhor a se fazer era treiná-la para ser uma governanta. Ela teve aulas de costura e chapelaria. Enquanto seu pai desejava que ela tivesse uma educação mais formal, sua mãe se opunha a isso. Então Isaac se aproveitava das ausências de Anna para ensinar diretamente sua filha, ou incluí-la nas lições de seus outros filhos.
Logo depois da morte de seu pai, o irmão de Caroline, William, que havia se tornado músico, propôs que ela fosse com ele para Bath, na Inglaterra. Lá, ela assumiu as responsabilidades domésticas da residência e também aprendeu a cantar. Enquanto isso, William se estabeleceu como um organista e professor de música no número 19 da rua New King (hoje o Museu Herschel de Astronomia). Eventualmente, Caroline se tornou a cantora principal nos concertos de oratório de William, e adquiriu uma grande reputação como vocalista - tanto que foi pedida em casamento durante o festival de Birmingham. Mesmo assim, Caroline não se misturava à sociedade local e tinha poucos amigos.

## Vida pessoal

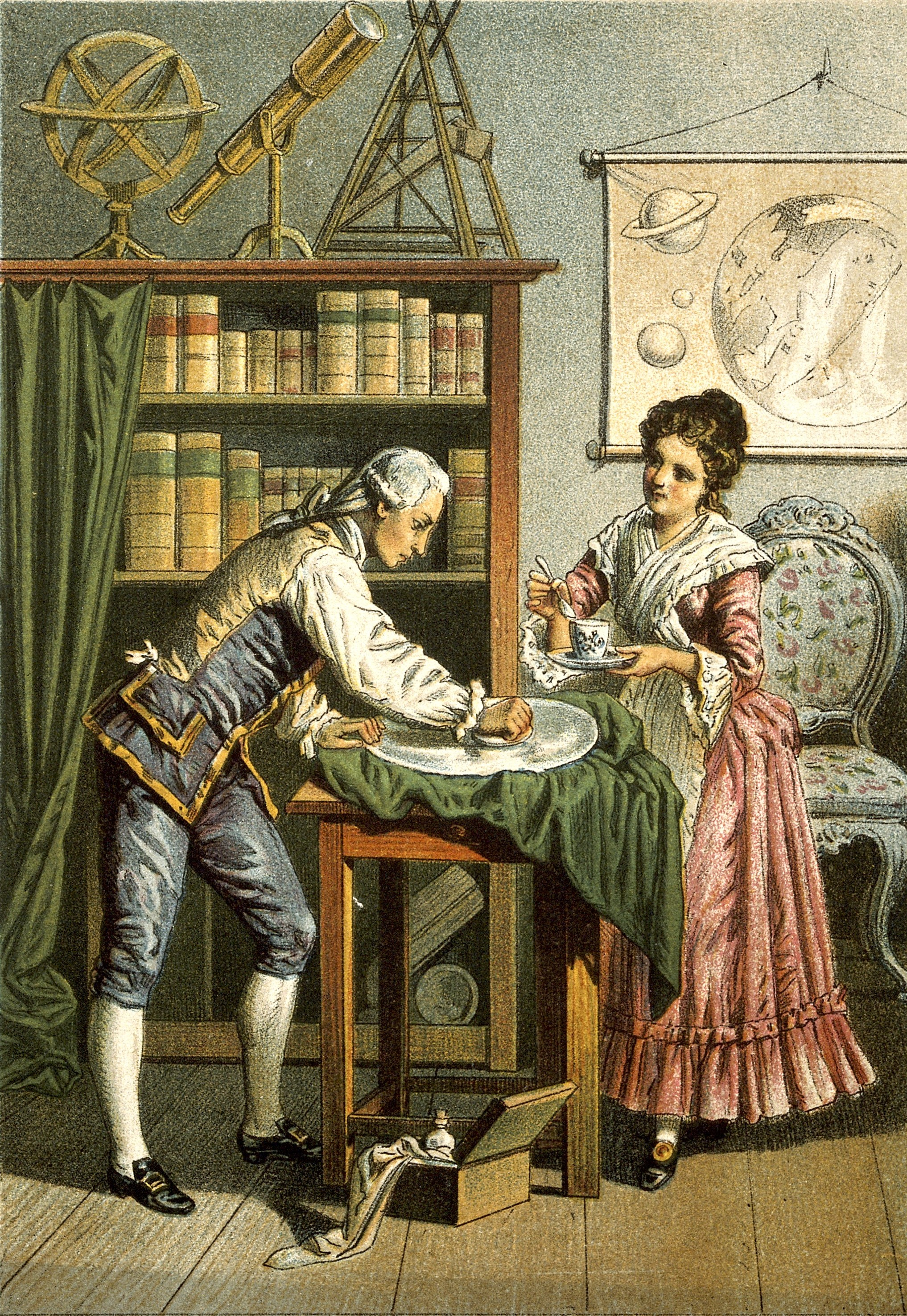
William Herschel e Caroline Herschel

Quando William começou a se interessar por astronomia, Caroline apoiou a sua mudança de carreira de músico para astrônomo. Em suas memórias, ela escreveu "eu não fiz nada por meu irmão a não ser o que um cachorrinho bem treinado faria, o que significa que eu fazia tudo o que ele me mandava". Mas, segundo a trajetória de seu trabalho, ficou tão interessada por astronomia quanto William. Com isso, acabou se tornando uma astrônoma de renome.
Em seus escritos, ela deixava claro o seu desejo por um salário que permitisse que ela tivesse independência financeira. Quando o estado passou a pagá-la como assistente de ser irmão, ela se tornou a primeira mulher conhecida a receber dinheiro por colaborar com a ciência.
Em 1788, William se casou com uma abastada viúva chamada Mary Pitt - e a união causou tensão na relação entre os irmãos. Caroline teria se ressentido da mulher que invadiu a sua vida doméstica. No livro The Age of Wonder, Richard Holmes afirma que a mudança foi negativa para Caroline, já que a chegada da esposa de William significou a perda do comando da casa. Com isso, ela não tinha mais as chaves do observatório astronômico da residência, onde ela realizava boa parte de seu trabalho. Como ela destruiu seus próprios diários de 1788 até 1798, o que ela sentiu durante esse período é desconhecido. Porém nos últimos anos de sua vida, ela e Mary desenvolveram uma boa relação e ela se tornou próxima de seu sobrinho, o também astrônomo John Herschel.
Com o casamento de William, Caroline se tornou mais independente de seu irmão. Muitas de suas descobertas foram feitas sem William, e ela continuou a trabalhar sozinha em muitos dos projetos astronômicos que lhe renderam a fama.
Em 1822, após a morte de William, Caroline voltou para Hanôver, na Alemanha.
Caroline Herschel morreu no dia 9 de janeiro de 1848, em sua cidade natal. Ela está enterrada no cemitério Gartengemeinde, na rua Marienstrasse, número 35, em Hanôver.

## Contribuição para a astronomia

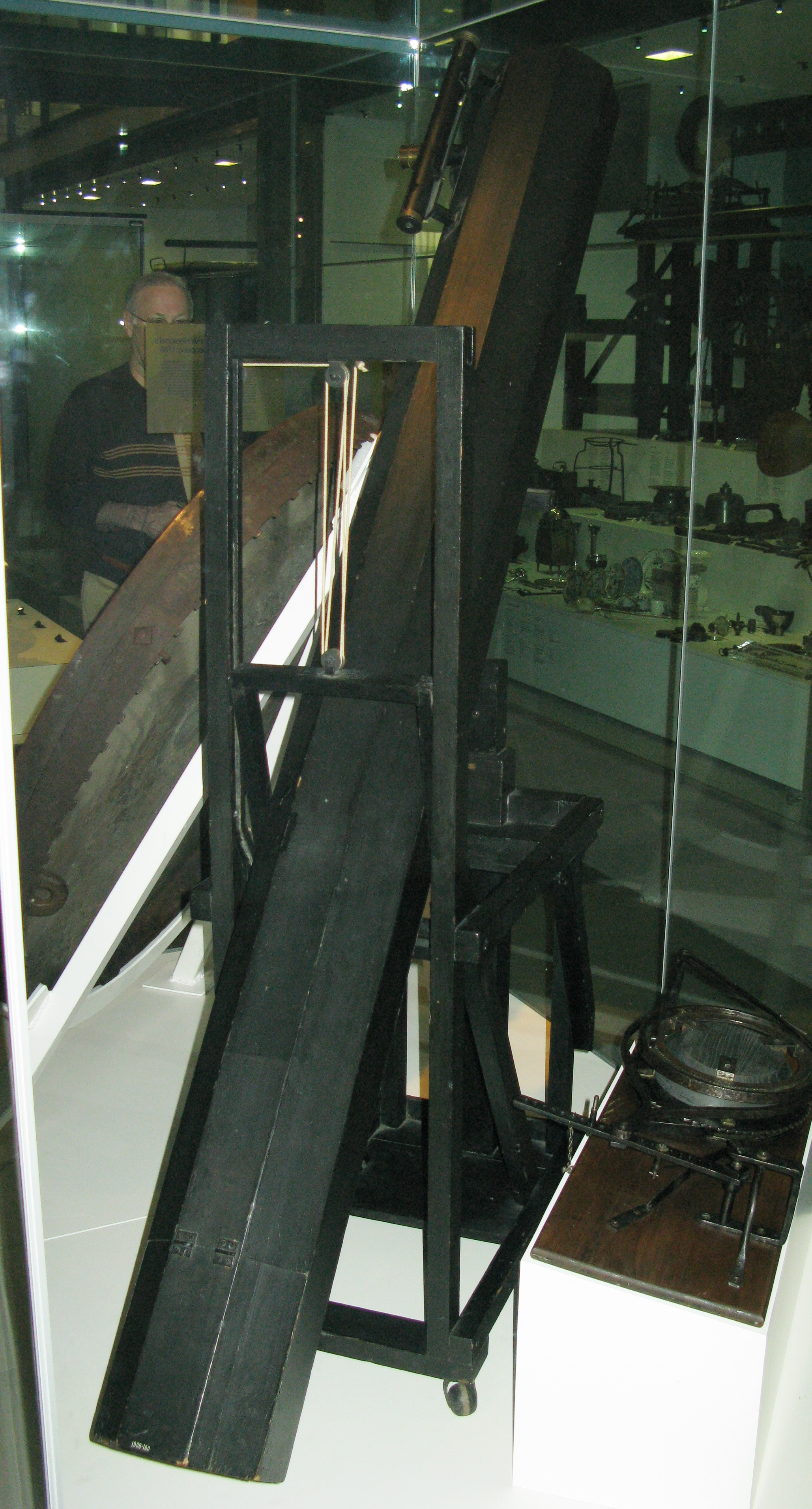
Telescópio fabricado por William Herschel para Caroline em 1795.

William afirmava que Caroline atuava bastante em suas pesquisas, principalmente no trabalho relacionado a telescópios de alta performance. Ela aprendeu a copiar catálogos astronômicos que William emprestava. Ela também aprendeu a gravar, resumir e organizar as observações astronômicas do irmão.
Em 1782, William aceitou o emprego como astrônomo oficial do Rei George III e se moveu para Datchet - especificamente para a Casa Observatório de Slough (na época em Buckinghamshire, hoje Berkshire). Enquanto seu novo emprego o dava tempo suficiente para continuar suas observações astronômicas, também significava que a sua renda seria menor (já que ele poderia ser chamado para entreter o rei em qualquer período). Enquanto isso, Caroline era sua assistente, fazendo cálculos para explicar as observações. Durante uma dessas observações em 1783, Caroline ficou presa em um gancho de ferro do telescópio e escreveu "eles não puderam me soltar sem deixar 60 gramas da minha carne para trás).
Caroline começou a fazer suas próprias observações em 1782. Durante suas horas de lazer, ela observava o céu com um telescópio newtoniano de lente focal de 690 mm. Com esse equipamento, ela detectou vários objetos astronômicos, entre os anos de 1783 e 1787, o que incluem as descobertas da M110 (NGC 205), uma galáxia elíptica na direção da constelação de Andrômeda. No período de 1786 até 1797, ela descobriu oito cometas - o primeiro sendo avistado no dia primeiro de agosto de 1786. Em cinco dessas descobertas, ela foi considerada a principal responsável. Em 1878, ela ganhava um salário anual de £50 (o equivalente a £5400 em 2014) de George III por seu trabalho como assistente de William.
Em 1797, as observações de William mostraram que havia discrepâncias no catálogo estelar de John Flamsteed. Ele propôs que um index melhor seria necessário para explorar essas diferenças e recomendou que Caroline assumisse a tarefa. O Catálogo Estelar resultante foi publicado pela Royal Society em 1798, e continha um catálogo de todas as observações feitas por Flamsteed, uma lista de errata e mais uma lista de outras 560 estrelas que não haviam sido incluídas.
Após sua volta a Hanôver, em 1822, Caroline continuou a trabalhar com astronomia, verificando as descobertas feitas por William e produzindo um catálogo de nebulosas para ajudar o seu sobrinho, John Herschel, em seu trabalho. Em 1828 a Royal Astronomical Society deu a ela a Medalha de Ouro por este trabalho - nenhuma mulher ganhou o prêmio até 1996, quando Vera Rubin foi laureada.

## Premiações
Herschel ganhou uma medalha de ouro da Astronomical Society of London (1828), por catalogar as 2500 nebulosas descobertas por seu irmão.
Em 1835, ela foi eleita membro honorário da Royal Astronomical Society, juntamente de Mary Sommerville - elas foram as primeiras mulheres a participar da sociedade. Em 1838, ela também se tornou membro honorário da Acadêmia Real Irlandesa, em Dublin.
Também foi premiada com uma Medalha de Ouro pela Ciência (1846) pelo Rei da Prússia, entregue a ela por Alexander von Humboldt, em reconhecimento dos "seus valiosos serviços, descobertas, observações e cálculos". Na época da premiação estava com 96 anos de idade.
O asteroide 281 Lucretia que foi descoberto em 1888, presta homenagem à Caroline levando o seu segundo nome. Uma cratera na lua é batizada em sua homenagem, a cratera C. Herschel.
Há um poema de Adrienne Rich, publicado em 1968, em homenagem à vida e à contribuição de Caroline Herschel para a ciência, cujo título é Planetarium.

## Publicações
- Carolina Herschel: Catalogue of stars taken from Mr. Flamsteed’s observations contained in the second volume of the Historia cœlestis, and not inserted in the British catalogue. With an index, to Point out Every Observation in that Volume Belonging to the Stars of the British Catalogue. To which is added, a collection of errata that should be noticed in the same volume. By Carolina Herschel. With introductory and explanatory remarks to each of them. By William Herschel, Lld. F. R. S. Published by Order, and at the Expence, of the Royal Society. Peter Elmsly, impressor da Royal Society, Londres 1798.
- Caroline Herschel: Memoiren und Briefwechsel. Herausgegeben von Frau John Herschel. Berlim 1877. (Reinpresso: Hildesheim 2013, ISBN 978-3-487-15010-9).
- Mrs. John Herschel (ed.): Memoir and correspondence of Caroline Herschel. Verlag John Murray, Londres 1876 (archive.org).
- Michael Hoskin (ed..): Caroline Herschel’s autobiographies. Cambridge: Science History Publications, 2003, ISBN 0-905193-06-7.